# كأس الأبطال الفرنسي 2018
كأس الأبطال الفرنسي 2018 كان النسخة الثالثة والعشرين من كأس الأبطال الفرنسي، وهي مباراة كرة قدم سنوية ينظمها الاتحاد الفرنسي لكرة القدم بين حاملي لقب بطولتي الدوري والكأس، أقيمت المباراة بين باريس سان جيرمان الفائز بالدوري الفرنسي 2017–18 و‌موناكو وصيفه (لأن باريس سان جيرمان هو من فاز بالكأس أيضاً). وقد لُعبت المباراة على ملعب جامعة شنجن في شينجن، الصين، يوم 4 أغسطس 2018.